# Чеботаревский (хутор)
Чеботаревский — хутор в Серафимовичском районе Волгоградской области. Входит в состав Большовского сельского поселения.

## История
24 декабря 2004 года в соответствии с Законом Волгоградской области № 979-ОД хутор вошёл в состав Большовского сельского поселения.

## География
Хутор расположен на западе региона и находится на р. Цуцкан.

### Улицы
- ул. Дорожная
- ул. Мира
- ул. Озерная
- ул. Солнечная
- пер. Лесной

## Население
| 2010 |
| ---- |
| 109  |

## Инфраструктура
Развитое сельское хозяйство. Личное подсобное хозяйство.

## Транспорт
Выезд на автодорогу регионального значения «Михайловка (км 15) — Серафимович — Суровикино (км 77+300)» — Большой — Пронин — до границы Ростовской области"" (идентификационный номер 18 ОП РЗ 18К-18)